# العلاقات الإفريقية السوفيتية

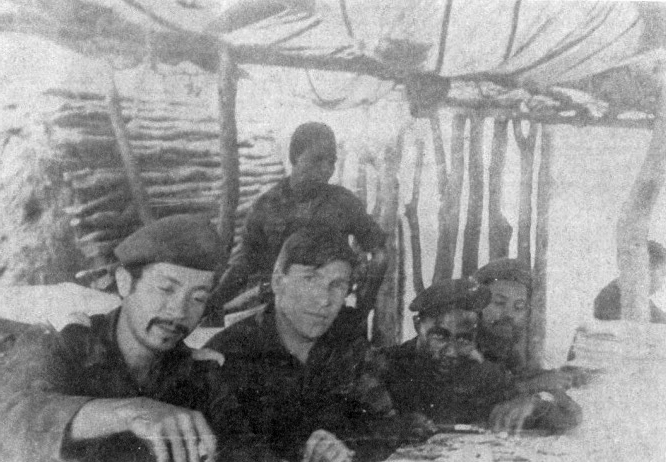

تغطي هذه المقالة العلاقات الدبلوماسية والسياسية والعسكرية والاقتصادية، والثقافية منذ عام 1945 وحتى عام 1992 بين الاتحاد السوفيتي وأفريقيا. لقد وضع جوزيف ستالين أفريقيا في أسفل قائمة أولوياته ولم يشجع على القيام بعلاقات أو دراسات حول هذه القارة، ولكن حركة التحرر من الاستعمار في الخمسينيات والستينيات فتحت آفاقًا جديدة، ولم يتردد الزعيم السوفييتي نيكيتا خروتشوف من استغلالها. إذ وضع الكرملين سياسة كبرى طويلة الأمد للتعامل مع أفريقيا تتضمن أربعة أهداف:
- الحصول على حضور دائم على أراضي القارة.
- كسب صوت مسموع في الشؤون الأفريقية.
- تقويض النفوذ الغربي ونفوذ الناتو وخاصة فيما يتعلق بالعلاقات الرأسمالية مع الدول الإمبريالية الغربية.
- بعد عام 1962 قاوم الاتحاد السوفييتي بشكل مستميت لمنع الصين الشيوعية من إقامة حضورها المنافس في أفريقيا.

لم تكن موسكو لبعض الوقت على استعداد للانخراط في الصراع في أفريقيا، على الرغم من أن حليفتها كوبا قد انخرطت بالفعل، إذ افترض الكرملين في بادئ الأمر أن النموذج الروسي في التطور الاجتماعي سوف يكون جذابًا للأفارقة الذين يتوقون للتطور، ولكن ذلك لم يحدث، ولذلك فقد سعى السوفييت إلى البحث عن الحلفاء الأفارقة المحتملين، ومنحهم المساعدات المالية والعسكرية، وكذلك فتح اعتمادات لهم للقيام بعمليات الشراء من الكتلة السوفيتية.
وعلى الرغم من تحول بعض الدول الأفريقية إلى حلفاء للاتحاد السوفييتي لفترة من الزمن، مثل أنغولا وأثيوبيا، فإن هذه العلاقات قد أثبتت أنها مؤقتة فبعد انهيار الاتحاد السوفييتي عام 1991 تلاشى النفوذ الروسي هناك بشكل كبير.

## نظرة عامة
لم يبدِ الاتحاد السوفييتي حتى موت ستالين في العام 1953 اهتمامًا يذكر بأفريقيا، ولم يبدُ ذلك صحيحًا على صعيد الثورة، إذ أن أفريقيا كلها تقريبًا كانت مستعمرة من قبل الامبريالية الأوروبية، مع رزوح الفلاحين تحت سلطة الزعماء القبليين، وكذلك مع تدني مستوى الوعي البروليتاري ضمن طبقة العمال الصغيرة.
أبدى ستالين اهتمامًا عابرًا بالقارة من خلال إنشاء موانئ على السواحل الليبية، ولكن سياسة الاحتواء التي طبقها الناتو قوضت هذه الجهود، وفي الشيوعية الدولية كان المتحدث الرئيسي باسم أفريقيا شخصًا أبيض ينتمي للحزب الشيوعي الجنوب أفريقي.
بعد العام 1953 شهدت القارة حركة متسارعة للتحرر من الاستعمار، حيث تحولت غالبية المستعمرات إلى دول مستقلة، ولكن الحركات الوطنية في تلك الدول كان يقودها أشخاص شباب يتمتعون بتعليم جيد وينتمون للطبقة الوسطى، والذين كانوا أقل تأثرًا بالاشتراكية والشيوعية.
الزعماء السوفييت بدءًا من نيكيتا خروتشوف كانوا معجبين بالشباب الأفارقة السود المتحمّسين، الذين أتوا إلى موسكو للمشاركة في مهرجان كبير للشباب في عام 1957، ومن ثم تأسست جامعة الجامعة الروسية لصداقة الشعوب في موسكو عام 1960، لتؤمن تعليمًا عاليًا لطلبة العالم الثالث، وقد تحولت إلى جزء مكمل من السياسات الثقافية السوفييتية تجاه دول عدم الانحياز.
وقد رأى الكرملين الفرصة سانحة، وأنشأ سياسة خارجية قائمة على أربعة أهداف رئيسية فيما يتعلق بأفريقيا، أولًا أراد السوفييت حضورًا دائمًا في القارة متضمنًا عدة موانئ على المحيط الهندي، وثانيًا أرادوا أن يكون لهم صوتًا مسموعًا فيما يخص الشؤون الأفريقية، عبر دعم الأحزاب الشيوعية المحلية بشكل رئيسي، وتزويد حكومات البلدان الأفريقية بالمساعدات الاقتصادية والعسكرية، وثالثًا أراد السوفييت تقويض نفوذ الدول الغربية ودول الناتو، ولكن الكرملين كان يعارض فكرة إرسال قوات سوفيتية بسبب الخوف من حصول تصعيد شامل مع قوى الناتو. أما فيديل كاسترو فقد أرسل 300.000 من القوات الكوبية لدعم رفاقهم في حركات التحرر ضد الإمبرياليتات الغربية، ولكن الكرملين رأى ان مغامرة كاسترو خطيرة، ولكنه لم يستطع إيقافه، وفي النهاية وبعد عام 1962 دخل الكرملين في صراع مرير مع الصين لكسب النفوذ على الحركات الثورية المحلية.
كانت فكرة ستالين فيما يخص قضية البيض والسود بأنها جزء من الصراع الطبقي بين الرأسماليين والبروليتاريا، ولكن خروتشوف رأى أن القضية صراع ثلاثي الأطراف، فقد رأى أن القطب الثالث يتمثل في الحركات الوطنية البرجوازية والتي ورثت العداء للإمبريالية، وكانت تطالب بإنهاء الاستعمار في العالم، فكان الأسلوب المتبع بالنسبة للسوفييت هو تقديم الاتحاد السوفييتي كحليف للمد الصاعد للحركات الوطنية، وشريك في النضال ضد الإمبرياليتات الغربية.
توقعت موسكو أيضًا أن النموذج السوفييتي في التصنيع والتأميم سوف يكون جذابًا للأفارقة ولكن يبدو أن تلك الأساليب لم تمتلك التأثير المطلوب على القوى الوطنية التي كانت مكونة من أشخاص أفارقة ينتمون إلى الطبقة الوسطى والذين كانوا يبحثون عن نموذج وطني في تحوّل وسائل الإنتاج.
إن الاعتماد على النموذج السوفييتي في التطور قد فشل بسبب القادة الأفارقة المحليين، الذين لم يمكن الاعتماد عليهم، بالإضافة إلى حدوث أزمة الكونغو.
ولذلك استنتج الكرملين أنه من الضروري إيجاد قادة جديرين بالثقة من الناحية الأيديولوجية والذين سيحتاجون المساعدة السوفيتية لبناء قوة عسكرية كافية للسيطرة على بلدانهم.

## الجزائر
بحلول الثلاثينيات أنشأ الشيوعيون جماعة مهمة ضمن الحركة الوطنية الجزائرية، ولكنها دعمت فرنسا في الاضطرابات المتصاعدة، ومن ثم حُلّت في العام 1956 فانضم ناشطوها إلى جبهة التحرير الوطنية الجزائرية المقاتلة، وطوال ثورة التحرير الجزائرية الدموية في الخمسينات زوّدت موسكو جبهة التحرير الوطنية الجزائرية بالمساعدات العسكرية والتقنية وبالمواد الأساسية، وقامت بتدريب مئات القادة العسكريين في الاتحاد السوفييتي. وكان الاتحاد السوفييتي هو الدولة الأولى في العالم التي تعترف بالحكومة الجزائرية المؤقتة للجمهورية الجزائرية في عام 1962 عبر إقامة علاقات دبلوماسية وذلك قبل أشهر من الإعلان الرسمي عن الاستقلال. تحوّلت الجزائر بعد ذلك إلى دولة قياديّة في حركة عدم الانحياز، ووجهت لهجتها الغاضبة تجاه الولايات المتحدة وتجاه فرنسا فيما بعد. ولكنّها كانت بلدًا مصدرًا للنفط وكانت الولايات المتحدة من الزبائن الرئيسيين للنفط في العالم، ومزوِّدًا رئيسيًّا للآلات والتقنيات الهندسية وللخبرات التقنية. بحلول الستينات كان كل من السوفييت والصينيين يحاولون جذب اهتمام الجزائريين، إذ منحت موسكو اعتمادات بقيمة 100 مليون دولار للجزائر لشراء الصادرات الروسية، فيما منحت الصين اعتمادات بقيمة 50 مليون دولار. الرئيس الجزائري أحمد بن بلة والذي حكم الجزائر بين عامي 1963 و1965 كان يميل باتجاه الصين. وتمت الإطاحة به من قبل وزير دفاعه هواري بومدين والذي حكم الجزائر منذ عام 1965 وحتى 1976، في تلك الفترة دعمت الجزائر القضية الفلسطينية بقوة، وبسبب فتور موسكو في دعم العرب في حرب الأيام الستة 1967 رفضت الجزائر بناء قاعدة بحرية سوفيتية في مدينة المرسى الكبير. أما فرنسا فقد قامت ببيع الجزائر طائرات حربية فرنسية في عام 1968 في محاولة منها لتحقيق التوازن في النفوذ مع الاتحاد السوفييتي. فيديل كاسترو والذي كان يتصرف بشكل مستقل عن الكرملين جعل الجزائر الحليف الأول والأقوى لكوبا في أفريقيا بين عامي 1961 و1965 إذ قدمت هافانا المساعدات المدنية والعسكرية، ولكن الجنود الكوبيين لم ينخرطوا في الصراع في الجزائر، وبعد الإطاحة بأحمد بن بلا صديق كاسترو قامت كوبا بتقليص دورها في الجزائر.
قامت الجزائر بدعم جبهة البوليساريو، والتي كانت حركة يسارية مدعومة من موسكو حاربت لعشرة سنوات لانتزاع السيطرة على الصحراء الغربية من المغرب، بينما دعمت الولايات المتحدة ومصر وبلجيكا وفرنسا المغرب في هذه القضية. وكانت الجزائر يومًا بعد يوم تُصنف إلى الجانب السوفييتي في الحرب الباردة.

## أنغولا
في الحرب الأهلية المعقدة في أنغولا والتي تضمنت تدخلات خارجية، تم توجيه المساعدات العسكرية السوفيتية إلى الحركة الشعبية لتحرير أنغولا (MPLA) وبحلول عام 1976 كان الميدان العسكري يشكل محور العلاقات السوفييتية الأنغولية، استفادت البحرية السوفييتية من استخدامها للموانئ الأنغولية لتنفيذ التدريبات. قام الاتحاد السوفييتي خلال الفترة الممتدة من عام 1956 وحتى 1986 بتدريب وتجهيز وحدات مقاتلة من ناميبيا وأنغولا وذلك كجزء من حرب الحدود الطويلة مع جنوب أفريقيا (1966-1990) وذلك تم في معسكرات للمؤتمر الوطني الأفريقي في تنزانيا. وفي العام 1986 رفض ميخائيل غورباتشوف فكرة الانقلاب الثوري على حكومة جنوب أفريقيا، وأيّد الوصول إلى تسوية عبر المفاوضات.

## الكونغو
كان رئيس الوزراء في الكونغو حديثة الاستقلال باتريس لومومبا والذي كان زعيم أكبر فصيل في الحركة الوطنية في الكونغو يواجه اضطرابات كبيرة في البلاد، فقام بطلب المساعدة من الاتحاد السوفييتي، فارسل الكرملين على الفور مستشارين عسكريين وعتاد عسكري، هذا التدخل سبب انقسامًا في الحكومة الكونغولية، وسبب أزمة بين لومومبا المؤيد للتدخل السوفييتي، والرئيس المحافظ جوزيف كازافوبو والذي كان معاديًا للشيوعية، واستخدم الرئيس سلطته على الجيش وأمر الجيش بالانقلاب على رئيس الوزراء وبطرد الخبراء السوفييت، وإنشاء حكومة جديدة تحت سيطرته الكاملة. تم اعتقال لومومبا ومن ثم أعدم فيما بعد في العام 1961. تم إنشاء حكومة مناوئة من قبل مؤيدي لومومبا باسم جمهورية الكونغو الحرة في مدينة ستانليفيل شرقي البلاد بقيادة أنطوان جيزنغا، قام الكرملين بدعم جيزنغا ولكن لم يشأ المخاطرة بتسليم مساعدات مباشرة للمنطقة الشرقية المحاصرة، وبدلًا من ذلك قام الكرملين بتزويد جيزنغا بالمساعدات المالية وشجّع حلفاءه على كسر الحصار ومساعدة جيزنغا، فيما تجنب الكرملين النزاع المباشر مع الغرب فيما يخص هذه القضية، وفي النهاية تم سحق نظام جيزنغا في بدايات 1962.

## مصر

### ما بين عاميّ 1954 -1970
اتّبع الرئيس المصري جمال عبد الناصر سياسة مناهضة للامبريالية ما أكسبه التأييد الكبير من الحكومة الشيوعية في الاتحاد السوفييتي، ففي فترة حكم عبد الناصر درس العديد من الطلبة المصريين الشباب في الجامعات السوفيتية، والمدارس العسكرية وكان من بينهم الرئيس المستقبلي حسني مبارك والذي كان يتبع تدريبًا عسكريًا في مدرسة الطيارين العسكريين في قرغيزستان. تدهورت العلاقات السوفيتية المصرية بعد وفاة جمال عبد الناصر عندما بدأ الرئيس الجديد أنور السادات بإعادة توجيه السياسة المصرية نحو الغرب. في 27 أيار عام 1971 وُقّعت معاهدة صداقة بين البلدين ولكن العلاقات بينهما استمرت بالتراجع. كانت إدارة الرئيس الأمريكي نيكسون تعمل في الخفاء مع أنور السادات لدعم خططه بإبعاد المستشارين الروس الأمر الذي حصل فعلًا في عام 1972، وفي آذار من العام 1976 ألغت مصر معاهدة الصداقة مع الاتحاد السوفييتي، وفي أيلول من العام 1981 قُطعت آخر قنوات التواصل مع اتهام الحكومة المصرية للقيادة السوفييتية بتقويض سلطة أنور السادات للانتقام منه بسبب معاهدة السلام المصرية الإسرائيلية. وتم إعادة العلاقات في فترة حكم الرئيس حسني مبارك في العام 1984و أصبح ألكسندر بيلونوغوف سفيرًا للاتحاد السوفييتي لدى مصر، وفي شباط 1989 زار وزير خارجية الاتحاد السوفييتي إدوارد شيفرنادزه مصر.